# تشطيب السطح

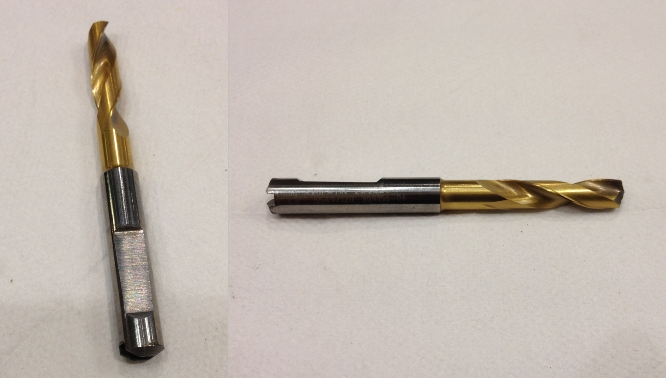

التشطيب السطحي، هو مجموعة واسعة من العمليات الصناعية التي تغيّر سطح مادة مصنّعة لتحقيق خاصية معينة. تستخدم عمليات التشطيب لتحسين المظهر، أو الإلصاق، أو الترطيب، أو تقليل التآكل، أو للحام بالقصدير، أو تشويه المقاومة أو زيادة المقاومة الكيميائية أو الصلادة أو تغيير المقاومية أو إزالة النتوءات والعيوب السطحية الأخرى والسيطرة على احتكاك السطح.
يمكن تصنيف عمليات تشطيب الأسطح حسب تأثيرها على القطعة إلى:
- إزالة أو إعادة تشكيل
- إضافة أو تغيير

## الإضافة أو التغيير
- تبييض العملات المعدنية
- معالجة سطحية للمعادن
- تزجيج الخزف
- التصفيح
- معالجة كورونا
- عمليات النشر:
  - الكربنة
  - نترجة المعادن
- طلاء بالكهرباء
- غلفنة
- الطلاء بالذهب
- تزجيج
- ترترة
- الطلاء
- التخميل
  - أنودة
  - الدهان بالأزرق
  - تغليف تحويل الكرومات
  - تغليف تحويل الفوسفات
    - بركرة

  - أكسدة البلازما كهربائيا
- الرش البلازمي
- التغطية بالمسحوق
- غشاء رقيق
  - ترسيب كيميائي للبخار (CVD)
  - طلاء بالكهرباء
  - ترسيب كهربي (EPD)
  - طلاء ميكانيكي
  - ترسيب التفل
  - ترسيب فيزيائي للبخار (PVD)
  - طلاء بالتفزيغ
- مينا مزجج

## الإزالة أو إعادة التشكيل
- جلخ بالسفح
  - سفح رملي
- صقل
- Chemical-mechanical planarization (CMP)
- طلاء كهربائي
- طلاء باللهب
- شعاع أيون كتلة الغاز
- طحن السطوح
- خرط صناعي
- Linishing
- تشطيب شامل عمليات
  - Tumble finishing
  - تشطيب اهتزازي
- صقل حمضي
- تلميع
  - صقل
- تصليد سطح المعدن
  - Shot peening
- تشطيب فائق
- تشطيب باستخدام الحقل المغناطيسي

## تشطيب ميكانيكي
تتضمن عمليات التشطيب الميكانيكي ما يلي:
- الكشط بالسفح
  - السفح الرملي
- الصقل
- تجليخ
- عمليات التشطيب الكبيرة
  - Tumble finishing
  - التشطيب الاهتزازي
- الصقل
  - التلميع

ينتج عن استخدام المواد الكاشطة في صقل المعادن ما يعرف بالتشطيب الميكانيكي.